# 25회 농심 신라면배 세계바둑 최강전
25회 농심 신라면배 세계바둑 최강전은 농심 신라면배 세계바둑 최강전의 25번째 토너먼트 대회이다. 대한민국, 중국, 일본의 대항전으로, 대면 대국으로 진행했다.

## 대회 일정
| 구분             | 일정                                | 장소                           |
| ---------------- | ----------------------------------- | ------------------------------ |
| 개막식           | 2023년 10월 17일                    | 중국 베이징시 한국문화원       |
| 1차전            | 2023년 10월 17일 ~ 2023년 10월 20일 | 중국 베이징시 한국문화원       |
| 2차전            | 2023년 11월 30일 ~ 2023년 12월 4일  | 대한민국 부산광역시 농심호텔   |
| 3차전            | 2024년 2월 19일 ~ 2024년 2월 23일   | 중국 상하이시 그랜드센트럴호텔 |
| 시상식 및 폐막식 | 2024년 2월 23일                     | 중국 상하이시 그랜드센트럴호텔 |

## 팀 및 참가 기사 명단
| 팀       | 참가 기사     | 참가 기사            | 참가 기사        | 참가 기사   | 참가 기사        |
| -------- | ------------- | -------------------- | ---------------- | ----------- | ---------------- |
| 중국     | 셰얼하오 九단 | 자오천위 九단        | 딩하오 九단      | 커제 九단   | 구쯔하오 九단    |
| 일본     | 쉬자위안 九단 | 시바노 도라마루 九단 | 이치리키 료 九단 | 위정치 八단 | 이야마 유타 九단 |
| 대한민국 | 설현준 八단   | 변상일 九단          | 원성진 九단      | 박정환 九단 | 신진서 九단      |

## 대국 결과
| 대국 | 연도   | 대국일자  | 차전  | 장소                    | 승자          | 패자                 | 결과             | 기보 |
| ---- | ------ | --------- | ----- | ----------------------- | ------------- | -------------------- | ---------------- | ---- |
| 1    | 2023년 | 10월 17일 | 1차전 | 베이징 한국문화원       | 쉬자위안 九단 | 설현준 八단          | 200수 백 불계승  |      |
| 2    | 2023년 | 10월 18일 | 1차전 | 베이징 한국문화원       | 셰얼하오 九단 | 쉬자위안 九단        | 172수 백 불계승  |      |
| 3    | 2023년 | 10월 19일 | 1차전 | 베이징 한국문화원       | 셰얼하오 九단 | 변상일 九단          | 246수 흑 반집승  |      |
| 4    | 2023년 | 10월 20일 | 1차전 | 베이징 한국문화원       | 셰얼하오 九단 | 시바노 도라마루 九단 | 194수 백 불계승  |      |
| 5    | 2023년 | 11월 30일 | 2차전 | 부산광역시 농심호텔     | 셰얼하오 九단 | 원성진 九단          | 291수 백 반집승  |      |
| 6    | 2023년 | 12월 1일  | 2차전 | 부산광역시 농심호텔     | 셰얼하오 九단 | 이치리키 료 九단     | 230수 백 불계승  |      |
| 7    | 2023년 | 12월 2일  | 2차전 | 부산광역시 농심호텔     | 셰얼하오 九단 | 박정환 九단          | 246수 백 불계승  |      |
| 8    | 2023년 | 12월 3일  | 2차전 | 부산광역시 농심호텔     | 셰얼하오 九단 | 위정치 八단          | 192수 백 불계승  |      |
| 9    | 2023년 | 12월 4일  | 2차전 | 부산광역시 농심호텔     | 신진서 九단   | 셰얼하오 九단        | 133수 흑 불계승  |      |
| 10   | 2024년 | 2월 19일  | 3차전 | 상하이 그랜드센트럴호텔 | 신진서 九단   | 이야마 유타 九단     | 165수 흑 불계승  |      |
| 11   | 2024년 | 2월 20일  | 3차전 | 상하이 그랜드센트럴호텔 | 신진서 九단   | 자오천위 九단        | 224수 백 불계승  |      |
| 12   | 2024년 | 2월 21일  | 3차전 | 상하이 그랜드센트럴호텔 | 신진서 九단   | 커제 九단            | 257수 백 2집반승 |      |
| 13   | 2024년 | 2월 22일  | 3차전 | 상하이 그랜드센트럴호텔 | 신진서 九단   | 딩하오 九단          | 189수 흑 불계승  |      |
| 14   | 2024년 | 2월 23일  | 3차전 | 상하이 그랜드센트럴호텔 | 신진서 九단   | 구쯔하오 九단        | 249수 흑 불계승  |      |

### 최종 결과
- 우승:  대한민국 (6승 4패)
- 준우승:  중국 (7승 5패)
- 3위:  일본 (1승 5패)